# Noches blancas (fenómeno)

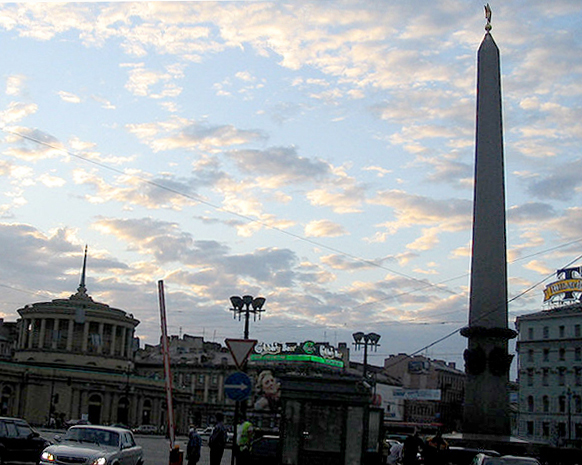
La Plaza Vosstaniya de San Petersburgo, 28 de junio de 2006 a las 23:00 horas, lo que demuestra el grado de luz solar todavía presentes durante las noches blancas.

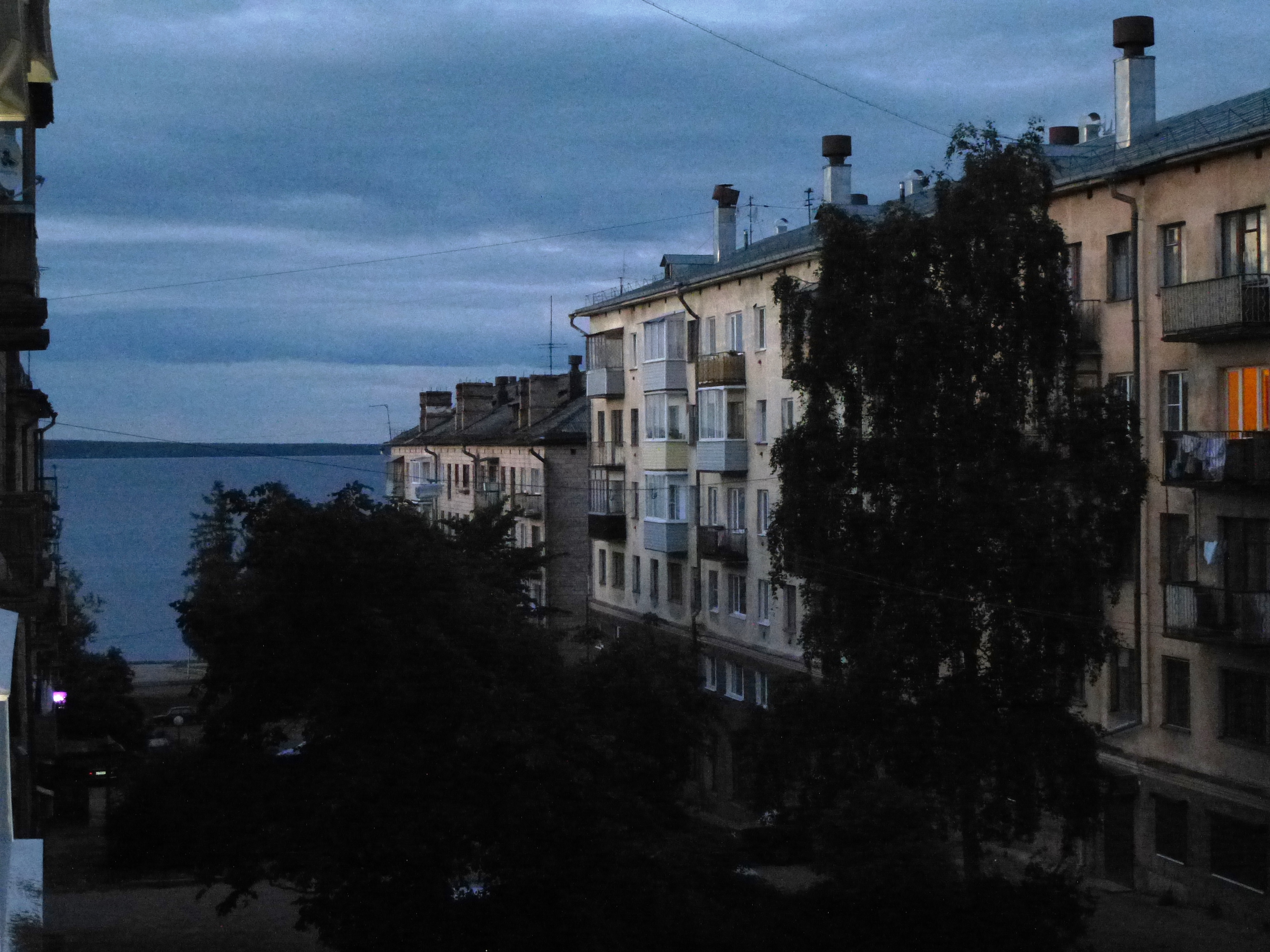
Noche blanca en Petrozavodsk, 00:17 horas.

Las noches blancas son un fenómeno astronómico que se produce en las últimas semanas de junio, alrededor del solsticio de verano, en las zonas de las regiones polares, durante el cual el sol no llega a ocultarse completamente y el cielo sigue iluminado durante toda la noche. Las noches blancas son, también, un tiempo de celebración en áreas como San Petersburgo, Rusia, donde el Sol no se pone hasta las 10 de la noche y el crepúsculo dura casi toda la noche.
Las noches blancas se asocian al fenómeno del Sol de Medianoche y se presenta en las regiones del norte de Rusia y en todas aquellas que se encuentran a más de 60 grados de latitud, pero que están al sur del círculo ártico o al norte del círculo antártico. Durante este periodo, el Sol se encuentra hasta 6 grados bajo el horizonte.
El Festival de las Noches Blancas de San Petersburgo es famoso por los espectaculares fuegos artificiales y velas Escarlata, una demostración masiva que celebra el final del año escolar. Otros festivales han surgido desde de este lugar, con sus nombres, tales como las noches blancas o Nuit Blanche. 